# Maral Rahmanzade
Maral Rahmanzade (en azéri : Maral Yusif qızı Rəhmanzadə ; née le 23 juillet 1916 à Bakou et morte le 16 mars 2008 à Bakou) est une graphiste azerbaїdjanaise, Artiste du Peuple de la RSS d'Azerbaïdjan (1964).

## Formation
Elle étudie au Collège d'art d'État d'Azerbaïdjan en 1930-1933 et poursuit ses études à l'Institut d'art d'État de Moscou du nom de Surikov en 1934-1940.

## Début de la carrière
La jeune artiste, qui revient à Bakou en 1940, commence la même année une série d'œuvres intitulée Maral Rahmanzadeh.
La vie des femmes azerbaïdjanaises se reflète dans la série de peintures de chevalet qu'elle dessine au début de sa carrière (Les femmes azerbaïdjanaises du passé et du présent, 1940, Les femmes pendant les années de guerre, 1942).
La vie du village azerbaïdjanais, la description de la nature indigène est le sujet de sa série de linogravures en couleurs (Nos filles, Mes sœurs, Ma patrie, Azerbaïdjan, etc. ; 1965-1975).
Elle travaille également dans le domaine du graphisme de livres et d'œuvres d'art illustrées. Elle visite un certain nombre de pays étrangers et crée une série de gravures de la vie de ces pays. En Tchécoslovaquie (1959-1960) est de cette série.

## Expositions
Les échantillons de pinceaux de l’artiste étaient exposées en Angleterre, en France, en Italie, au Japon, en Australie, en Belgique, en Syrie, au Liban et d'autres pays. Ses expositions personnelles sont organisées à plusieurs reprises à Moscou, à Bakou et dans d'autres villes d'Azerbaïdjan, ainsi qu'au Sri Lanka (1958), à Cuba (1964) et en Iran (1991). Ses œuvres sont exposées à la Galerie Tretiakov (Moscou), au Musée d'art d'État d'Azerbaïdjan du nom de R. Mustafayev, à la Galerie d'art d'État d'Azerbaïdjan et  conservés dans des musées, des collections privées aux États-Unis et en Angleterre.

## Distinctions
- l'Ordre du Drapeau rouge du travail
- l'Ordre de l'Insigne d'honneur
- l'Ordre de la Gloire d'Azerbaïdjan